# Aurelio García Macías
Aurelio García Macías (ur. 28 marca 1965 w Pollos) – hiszpański duchowny rzymskokatolicki, doktor nauk teologicznych w zakresie liturgiki, biskup, podsekretarz Dykasterii ds. Kultu Bożego i Dyscypliny Sakramentów od 2021.

## Życiorys
Święcenia kapłańskie otrzymał w 1992 i został inkardynowany do archidiecezji Valladolid. Pracował m.in. jako diecezjalny delegat ds. liturgii oraz jako rektor seminarium duchownego w Valladolid. W 2015 rozpoczął pracę w Kongregacji ds. Kultu Bożego i Dyscypliny Sakramentów, a rok później został w niej szefem biura.
27 maja 2021 papież Franciszek mianował go podsekretarzem Kongregacji ds. Kultu Bożego i Dyscypliny Sakramentów i podniósł go do godności biskupa tytularnego Rotdon. Sakry biskupiej udzielił mu 11 lipca 2021 roku kardynał Ricardo Blázquez Pérez.